# Leggenda (album)
Leggenda è il secondo album in studio del rapper italiano Primo e del DJ italiano Squarta (entrambi componenti del gruppo musicale Cor Veleno), pubblicato l'8 febbraio 2008 dalla Cor Veleno Records.

## Descrizione
Le produzioni sono quasi completamente curate da Squarta, e vanta collaborazioni sia con artisti della scena romana (Ibbanez, Grandi Numeri e Amir sono affiliati al Rome Zoo), sia con artisti della scena nazionale.
Il primo singolo estratto dall'album è Sotto Shock. La grafica dell'album è interamente curata dal rapper Ibbanez, amico del duo.

## Tracce
Testi di David Maria Belardi, eccetto dove indicato, musiche di Francesco Saverio Caligiuri, eccetto dove indicato.
1. Leggenda – 2:39
2. Sotto Shock – 3:37
3. Rock'n'Roll Gangsta – 1:59
4. Alti e bassi (feat. Grandi Numeri & DJ Baro) – 4:20 (testo: Davide Maria Belardi, Giorgio Cinini)
5. Cicaboom – 3:00
6. Spigne! – 3:46
7. Easy – 3:39
8. Detto fatto (feat. Ibbanez) – 4:13 (testo: Davide Maria Belardi, Ivan Donadello)
9. Chi rompe paga (feat. Grandi Numeri & Amir) – 3:21 (testo: Davide Maria Belardi, Giorgio Cinini, Amir Issaa)
10. Qua dentro – 3:32
11. È brutto (feat. MadBuddy) – 3:54 (testo: Davide Maria Belardi, Marco Gorgone)
12. Lallaby (feat. Grandi Numeri & Cico de Congo) – 3:16 (testo: Davide Maria Belardi, Giorgio Cinini, Cico de Congo)
13. Robba Molesta – 4:38 (musica: Francesco Saverio Caligiuri, Wisk Beats)

## Singoli
- Sotto Shock
- Spigne!